# Hennstedt (Dithmarschen)
Hennstedt ist eine Gemeinde im Norden des Kreises Dithmarschen in Schleswig-Holstein.

## Geographie

### Geographische Lage
Das Gemeindegebiet von Hennstedt erstreckt sich südlich unmittelbar angrenzend am Flusslauf der Eider grob im Abschnitt zwischen Flusskilometer 67 und 75 im Naturraum Heide-Itzehoer Geest.

### Gemeindegliederung
Im Gemeindegebiet von Hennstedt liegen, neben dem Kirchdorf gleichen Namens, auch das Dorf Horst, die Häusergruppen Pferdekrug, Pferdekrugsweg, Apeldör, Landweg, Tellingstedter Chaussee, Verschönerung, das Einzelhaus Wildbahn, die Einzelhofsiedlungen Julianka, Bauerholzweg, Rosengarten und die Höfesiedlung Östermoor, sowie die Streusiedlungen Busch und teilweise Brandmoor nebst Hochfeld.

### Nachbargemeinden
Nachbargemeinden sind im Uhrzeigersinn im Norden beginnend die Gemeinden Drage (im Kreis Nordfriesland), Stapel (im Kreis Schleswig-Flensburg) sowie Bergewöhrden, Hollingstedt, Glüsing, Linden, Süderheistedt, (Exklave Hägen), Fedderingen und Kleve (alle im Kreis Dithmarschen).

## Geschichte
Als eigenständiges Kirchspiel wurde Hennstedt erstmals 1281 erwähnt. Das Kirchspiel entstand gleichzeitig mit zahlreichen weiteren Kirchspielen im 12. und 13. Jahrhundert in der ersten Generation nach den Urkirchspielen Dithmarschens. Wahrscheinlich war es eine Abspaltung vom Kirchspiel Tellingstedt.
Von 1905 bis 1937 hatte der Ort einen Bahnanschluss mit der Kreisbahn Norderdithmarschen.
Bei der Reichstagswahl März 1933 stimmten im Kirchspiel Hennstedt 91,1 % für die NSDAP, 6,3 % für die DNVP, 1,5 % für die SPD und 0,5 % für die KPD bei einer Wahlbeteiligung von 92,4 %.
Am 1. April 1934 wurde die Kirchspielslandgemeinde Hennstedt aufgelöst. Alle ihre Dorfschaften, Dorfgemeinden und Bauerschaften wurden zu selbständigen Gemeinden/Landgemeinden, so auch ihr Hauptort Hennstedt.

## Politik

### Gemeindevertretung
Bei der Kommunalwahl am 14. Mai 2023 wurden insgesamt 13 Sitze vergeben. Von diesen erhielt die FDP sieben Sitze und die CDU sechs Sitze.

### Wappen
Im Jahre 2005 wurde für die Gemeinde Hennstedts ein Wappen mit zugehöriger Fahne genehmigt: „Unter grünem eingebogenen Schildhaupt, darin ein silberner Wellenbalken, in Gold ein achtspeichiges rotes Rad zwischen zwei leicht gesenkten, unten gekreuzten grünen Weidenzweige.“

## Kultur und Sehenswürdigkeiten

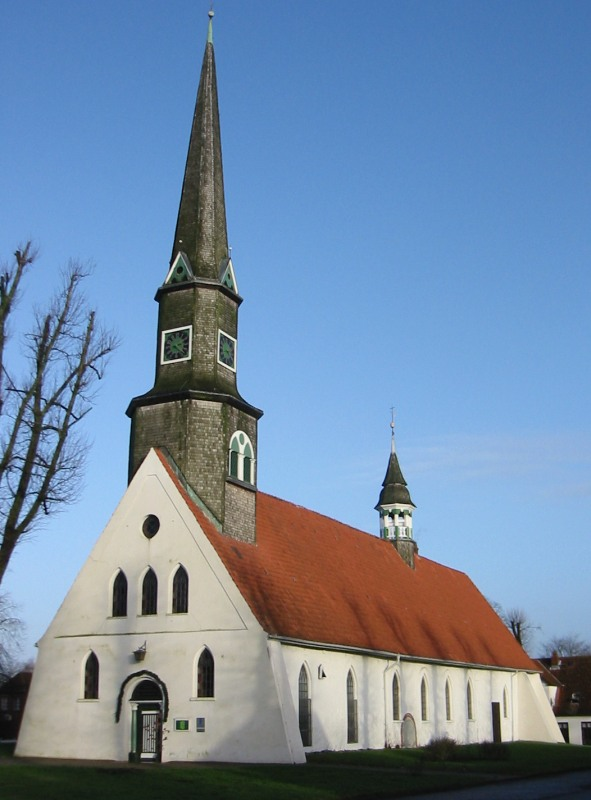
Feldsteinkirche St. Secundus

Die St.-Secundus-Kirche stammt aus dem 13. Jahrhundert. Unter sparsamer Verwendung von Ziegeln wurde sie vor allem aus Feldstein errichtet. Der Chor ist in gotischem Stil gestaltet. Das Kirchenschiff wurde später in Richtung Westen ausgebaut. Holzturm und Westwand wurden 1847 erneuert. Die 1651 gefertigte Kanzel stammt von Henning Claussen aus Neuenkirchen, die Taufe ist von 1687, den Altar schnitzte 1743 der Wesselburener A. H. Burmeister und die Orgel ist ein Werk von Tobias Brunner.
Siehe auch: Liste der Kulturdenkmale in Hennstedt

## Persönlichkeiten

### Söhne und Töchter der Gemeinde
- Nicolaus Reimers Ursus (1551–1600), Hofgelehrter, Astronom und Mathematiker
- William Martensen (1858–1950), Pastor und Heimatforscher
- Hans Friedrich Micheelsen (1902–1973), Komponist
- Hans-Herman Rief (1909–2009), Kunsthistoriker und Archivar
- Wilhelm Wieben (1935–2019), Schauspieler, Autor und Sprecher der Tagesschau
- Heinz Teufel (* 1949), Fotograf

### Mit Hennstedt verbunden
- Ludwig Friedrich Hudemann (1703–1770), Jurist und Dichter, gestorben in Hennstedt
- Hermann Vellguth (1906–1966), Rassenhygieniker, nach 1945 Allgemeinmediziner in Hennstedt
- Anne Riecke (* 1983), Politikerin (FDP), von 2013 bis 2024 Bürgermeisterin von Hennstedt